# Oxyaenoides
Oxyaenoides — вимерлий рід гієнодонтових ссавців родини Hyaenodontidae. Скам'янілості (9 колекцій) знайдено у Франції, Німеччині та Швейцарії. Описано 4 види: Oxyaenoides aumelasiensis, Oxyaenoides bicuspidens, Oxyaenoides lindgreni, Oxyaenoides schlosseri.